# Blind Melon
Blind Melon (укр. Сліпа диня) — американський музичний гурт, заснований 1990 року.

## Історія гурту
Музичний гурт Blind Melon засновано 1990 року в Лос-Анджелесі, Каліфорнія. До його складу увійшли співак Шеннон Хун, гітарист Крістофер Торн, гітарист Роджер Стівенс, бас-гітарист Бред Сміт та барабанщик Гленн Грем. Назву «Blind Melon» запропонував Бред Сміт — саме так його батько називав місцевих хіпі в Міссісіпі — а до цього колектив змінив декілька інших, зокрема, «Brown Cow», «Mud Bird», «Naked Pilgrims» та «Head Train».
Лос-анджелеські рок-гурти того часу переважно грали яскравий глем-рок, але Blind Melon виконували більш піднесену та прямолінійну музику, яка була ближчою до ретро-творчості Lynyrd Skynyrd, Grateful Dead, Led Zeppelin та інших гуртів «класичного року». Перший демозапис The Goodfoot Workshop привернув увагу менеджерів великих лейблів, і Blind Melon підписали контракт із компанією Capitol Records. Гурт записав мініальбом The Sippin' Time Sessions, але результат не задовольнив лейбл і платівку не було видано.
Наприкінці 1991 року Шеннон Хун взяв участь в записі альбому Guns N' Roses Use Your Illusion I, бо був знайомим із фронтменом Екслом Роузом. Хун навіть знявся в кліпі «Don't Cry», який здобув велику популярність на MTV 1992 року, і змусив слухачів звернути увагу на власний гурт. Разом із продюсером Ріком Парашаром, відомим співпрацею з гранджовими колективами, було записано однойменний альбом Blind Melon, що вийшов восени 1992 року. Гурт активно гастролював, виступаючи на розігріві у Guns N' Roses, Ніла Янга та Ленні Кравіца, а їхнім головним хітом стала пісня «No Rain», на яку зняв кліп режисер Семюел Баєр. Врешті решт, Blind Melon отримали дві номінації на «Греммі», як найкращий новий виконавець та за найкраще рок-виконання.
Разом із популярністю та власним концертним туром, 1994 року стало відомо про проблеми Шеннона Хуна із наркотиками, через що довелося скасувати частину концертів. Наприкінці 1994 року Blind Melon почали записувати другу платівку, але через залежність Хуна сесії тривали довше, ніж звичайно. Фронтмен навіть потрапив до поліції через п'яну бійку, а також вирушив у лікарню. Другий альбом вийшов в серпні 1995 року та отримав назву Soup. Лікарі попереджали керівництво гурту, що Шеннону Хуну в такому стані небезпечно вирушати в концертний тур, але фронтмен наполіг на гастролях. І хоча спочатку його супроводжував доглядач, співак згодом відмовився від нагляду та повернувся до вживання наркотиків. 21 жовтня 1995 року Хуна знайшли мертвим в автобусі гурту внаслідок передозування.
В пам'ять про загиблого товариша, решта музикантів зібрали фрагменти недописаних пісень, та видали їх в листопаді 1996 року  на альбомі Nico. Платівку було названо на честь доньки Хуна, а частина грошей пішла на благодійність. Також було знято документальний фільм Letters from a Porcupine, який 1998 року було номіновано на «Греммі». На початку 2000-х років вийшли дві збірки пісень Blind Melon: Classic Masters (2002) та Best of Blind Melon (2005).
Решта музикантів гурту намагалися знайти заміну Хуну, щоб продовжити виступи під іншою назвою, але врешті рішт розійшлися, заснувавши власні гурти — Extra Virgin (Стівенс) та Unified Theory (Сміт та Торн). Проте 2006 року вони возз'єдналися із новим вокалістом Тревісом Ворреном, а 2008 року видали перший студійний альбом за 13 років — For My Friends. Починаючи з 2016 року гурт, до складу якого увійшов мультиінструменталіст Натан Таунз, працює над новими піснями.

## Дискографія
- 1992 — Blind Melon
- 1995 — Soup
- 1996 — Nico
- 2002 — Classic Masters (збірка)
- 2005 — Tones of Home — The Best of Blind Melon (збірка)
- 2006 — Live at the Palace (концертний альбом)
- 2008 — For My Friends
- 2009 — Deep Cuts (збірка)[3]